# Max Filke
Max Filke (ur. 5 października 1855 w Ściborzycach Małych k. Prudnika, zm. 8 października 1911 we Wrocławiu) – niemiecki organista i kompozytor.

## Życiorys
Pochodził ze Ściborzyc Małych, wówczas w powiecie prudnickim. Studia muzyczne odbył jako śpiewak wrocławskiego chóru katedralnego, a następnie jako student katolickiej szkoły muzycznej w Ratyzbonie. W latach 1878–1879 był kantorem w Duderstadt. Zgodnie z późniejszymi studiami w Lipsku, od roku 1881 do roku 1890 pracował w bawarskim mieście Straubing, po czym udał się do Kolonii, a w roku 1891 został kapelmistrzem w katedrze we Wrocławiu. Został również mianowany nauczycielem śpiewu w seminarium duchownym, oraz (w 1893) nauczycielem na Instytucie Muzyki Kościelnej. Tworzył m.in. msze, requiem i litanie.